# Maria Geertruida Snabilie

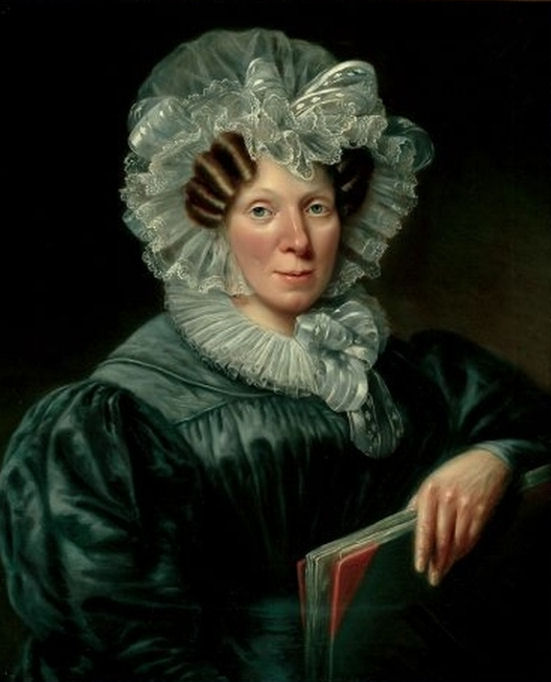
Porträt Maria Geertruida Snabilie von Pieter Barbiers, 1826

Maria Geertruida Snabilie (* 28. April 1776  in Haarlem; † 7. Februar 1838 ebenda) war eine niederländische Malerin von Blumen und Früchten.

## Leben
Maria Geertruida Snabilie wurde am 28. April 1776 in Haarlem geboren. In einigen Quellen wird als Geburtsjahr 1773 angegeben, manchmal auch Würzburg als Geburtsort. Ihr Vater war der Diener Louis Christoffel Snabilie (1733/34–1784) und die Mutter Helena Francisca Kramer (1737/38–1794). Beide waren Schweizer und arbeiteten vor der Heirat beim Amsterdamer Kaufmann Isaac Frémaux. Maria Geertruida Snabilie war die einzige Tochter der Familie und hatte vier Brüder, von denen zwei in jungen Jahren starben. Snabilie heiratete am 3. April 1796 in Haarlem den Maler und Zeichner Pieter Bartholomeusz Barbiers (1771–1837), der zuvor vom katholischen Glauben zum evangelisch-lutherischen wechselte. Das Paar hatte eine Tochter vor der Ehe und vier Töchter und drei eheliche Söhne. Die Töchter Cecilia und Maria Geertruida Barbiers wurden ebenfalls Stilllebenmalerinnen, auch der Sohn Pieter wurde Maler. Ein Sohn verstarb jung. Ab 1806 wohnte die Familie in der Jansstraat und 1819 in der Kleine Houtstraat in Haarlem.
Maria Geertruida Snabilie starb am 7. Februar 1838 in Haarlem.

## Werk
Maria Geertruida Snabilie hat vermutlich bereits vor ihrer Heirat gemalt. Im Staatlichen Kupferstichkabinett in Amsterdam befindet sich ein Aquarell einer Massonia Africana mit der Aufschrift „M.G.S. Ad viv. del. 1789“. Snabilie war zu der Zeit fünfzehn oder sechzehn Jahre alt und das Aquarell sieht tatsächlich wie ein Jugendwerk aus. Ihre bekanntesten Aquarelle sind Blumen, Früchte und Tiere, hingegen malte ihr Mann hauptsächlich Landschaften, Historienbilder und Genrebilder. Aus der Aufstellung über die Kunstsammlung von Pieter Barbiers, der nach seinem Tod im Jahr 1837 erstellt wurde, geht hervor, dass Maria Geertruida Snabilie zahlreiche Naturstudien angefertigt hat. Möglicherweise hat sie die Blumenzwiebelzüchter am Kleinen Houtweg, einer Verlängerung der Kleinen Houtstraat, besucht. Das Aquarell einer „Rose, die im Jahr 1811 in der Nähe von Haarlem auf den Weidenbäumen blühte“ und die in Frederik Mullers Katalog von 1884 als „Anomalie botanique“ beschrieben wird, weist darauf hin, dass sie Blumen studierte. Sie hat mehrmals auf den Ausstellungen der Lebenden Meister (Tentoonstelling van Levende Meesters) in Amsterdam ausgestellt. Einige ihrer Werke befinden sich im Rijksprentenkabinet in Amsterdam.

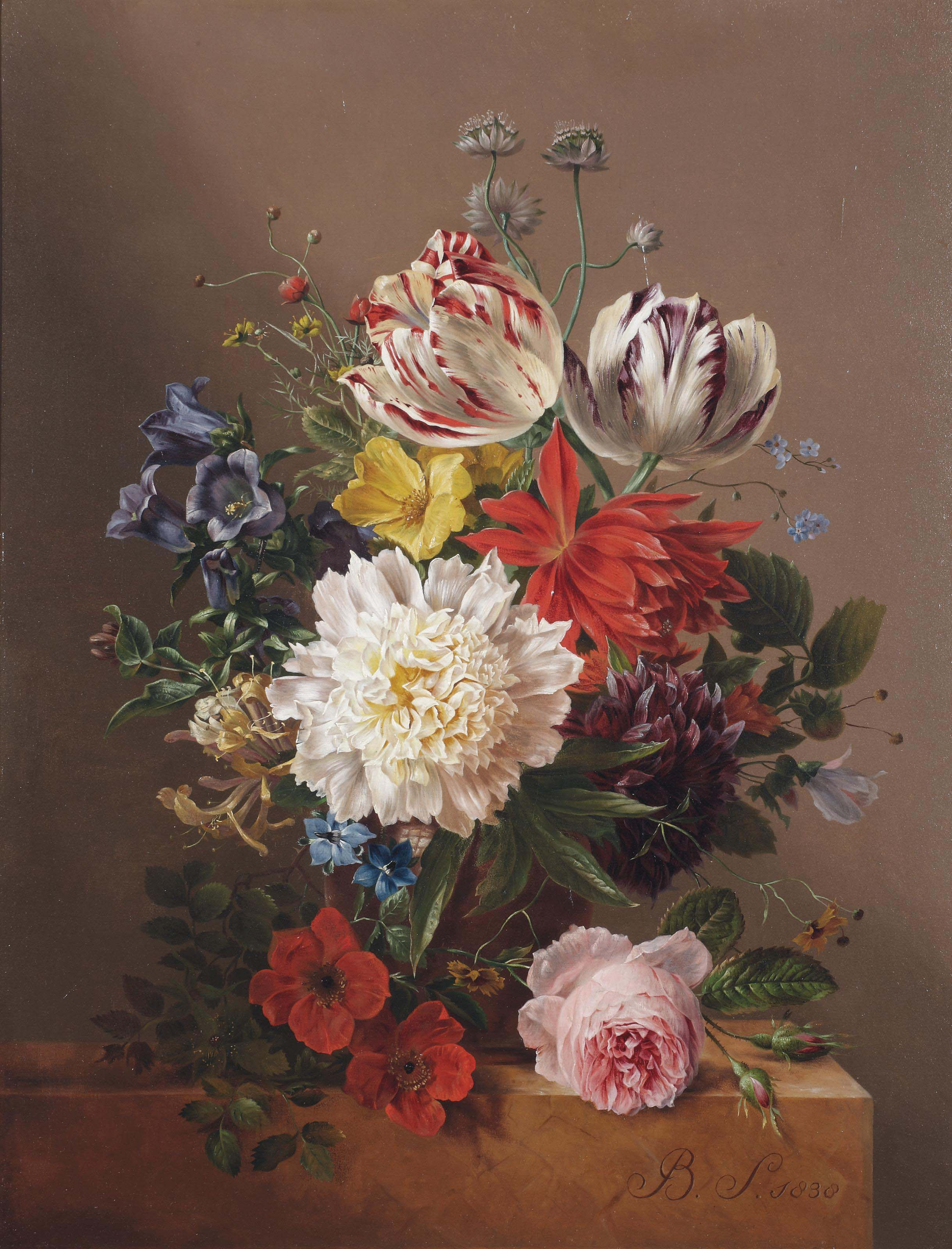
Tulpen, Rosen, Pfingstrosen und andere Blumen in einer Vase auf einem Steinvorsprung, 1838
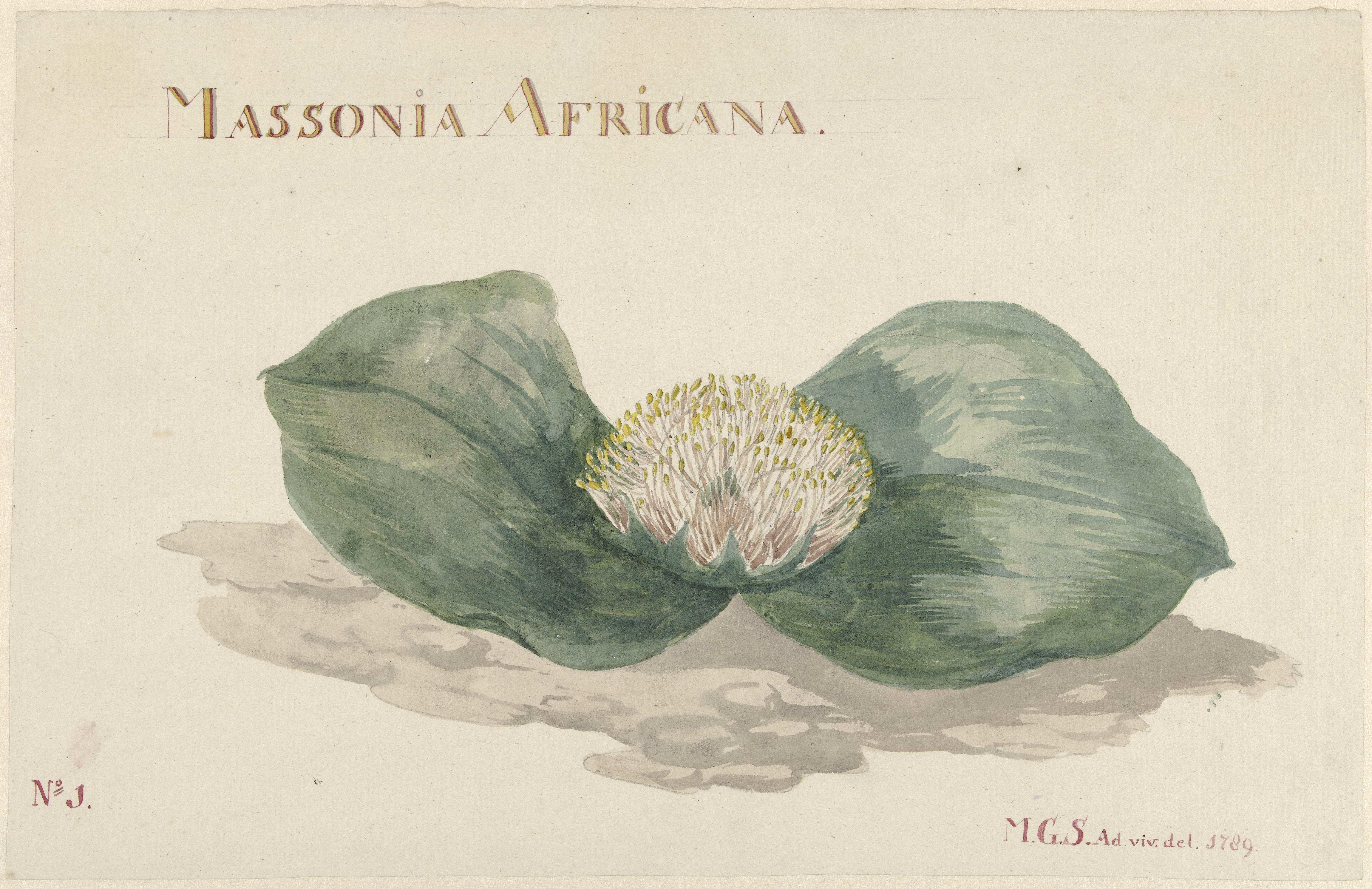
Massionia Africana, 1789
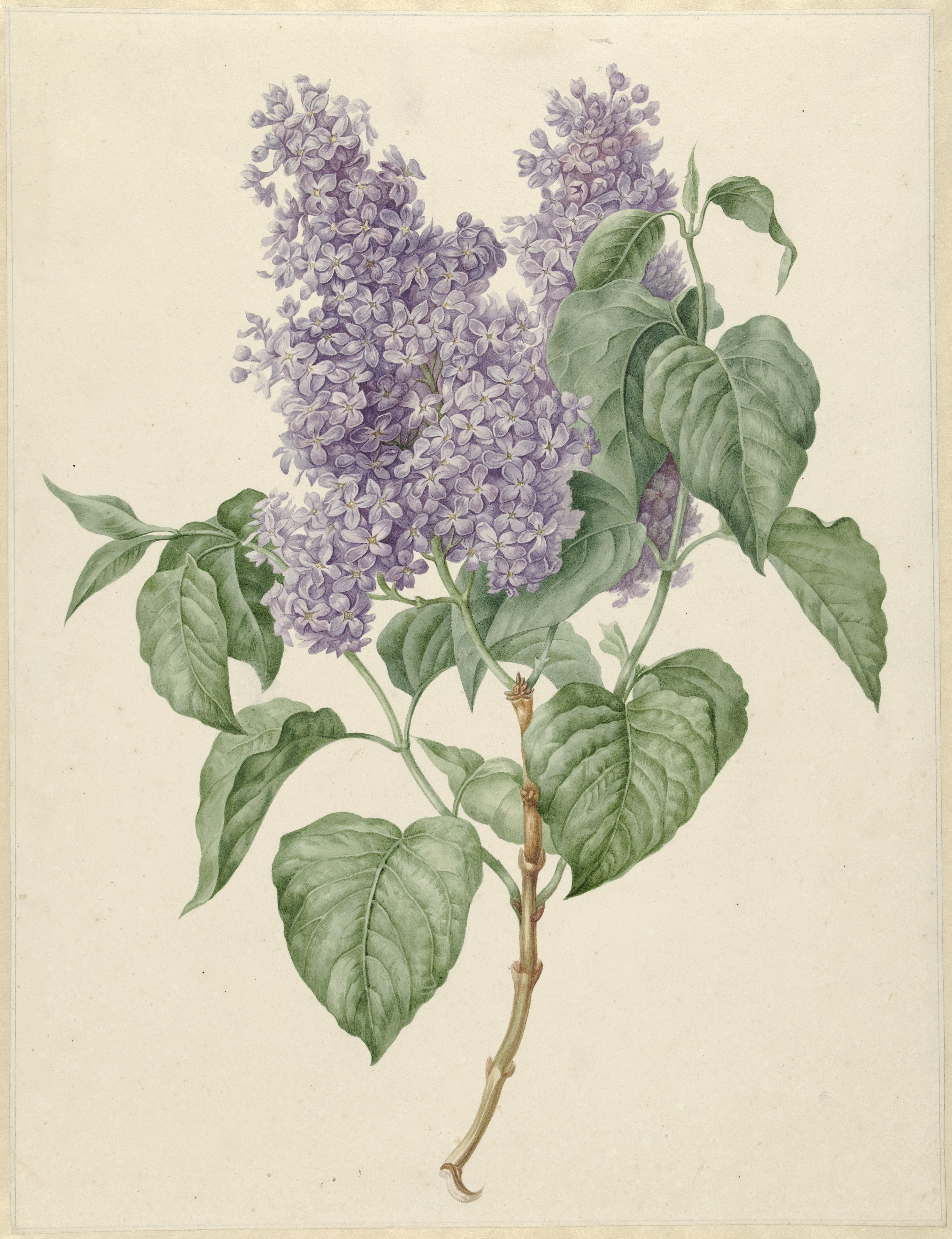
Zweig mit lila Flieder um 1800